# Alison Andrews-Paul
Alison Andrews-Paul (* 18. Dezember 1997) ist eine kanadisch-neuseeländische Leichtathletin, die sich auf den Mittelstreckenlauf spezialisiert hat. 2024 wurde sie Ozeanienmeisterin im 800-Meter-Lauf.

## Sportliche Laufbahn
Erste internationale Erfahrungen sammelte Alison Andrews-Paul im Jahr 2016, als sie bei den U20-Weltmeisterschaften in Bydgoszcz mit 2:06,32 min im Halbfinale im 800-Meter-Lauf ausschied. Im selben Jahr begann sie ein Studium an der Baylor University in den Vereinigten Staaten. 2021 begann sie ein Studium an der Simon Fraser University in Kanada und 2024 siegte sie in 2:03,94 min bei den Ozeanienmeisterschaften in Suva. Im Jahr darauf schied sie bei den Hallenweltmeisterschaften in Nanjing mit 2:05,76 min im Vorlauf aus.
In den Jahren 2023 und 2024 wurde Andrews-Paul neuseeländische Meisterin im 800-Meter-Lauf.

## Persönliche Bestzeiten
- 800 Meter: 2:01,20 min, 31. August 2024 in Rovereto
  - 800 Meter (Halle): 2:00,81 min, 21. Februar 2025 in Boston
- 1000 Meter: 2:38,67 min, 21. Juni 2024 in Montreal